# Karamanlı
Karamanlı là một huyện thuộc tỉnh Burdur, Thổ Nhĩ Kỳ. Huyện có diện tích 368 km² và dân số thời điểm năm 2007 là 7821 người, mật độ 21 người/km².